# Sebastian Haffner
Sebastian Haffner, pseudónimo de Raimund Pretzel (Berlim, Alemanha, 27 de Dezembro de 1907 – Berlim, 2 de Janeiro de 1999), foi um jornalista e historiador alemão, tendo escrito, sobretudo, sobre história alemã recente.

## Biografia

### Período inicial na Alemanha
Sebastian Haffner nasceu e viveu na Alemanha até 1938. Estudou direito e trabalhou 6 anos sob o regime Nazi. 

### Imigração
Em 1938 ele emigrou com a sua noiva judia para Londres, onde ele tencionava trabalhar como autor e jornalista. Adoptou o pseudónimo Sebastian Haffner de modo que a sua família, que tinha ficado na Alemanha, não fosse colocada em perigo pela sua escrita. A escolha do seu pseudónimo baseou-se na música clássica: Sebastian é o nome de Johann Sebastian Bach e Haffner o nome de uma sinfonia de Mozart (a sinfonia N.º 35, K.385, a qual foi composta em honra do filho do presidente da câmara de Salzburgo, Sigmund Haffner). 

#### Dr Jekyll & Mr Hyde
Em abril de 1940 Haffner publicaria um livro que se debruçava sobre um tema premente aos olhos dos ingleses. Chamou-se Alemanha: Jekyll & Hyde, e nele Haffner explica aos ingleses o que se passava na Alemanha Nazi. O título é uma metáfora ao romance "O estranho caso do Dr. Jekyll e o Sr. Hyde" (ou simplesmente "Dr. Jekyll e Mr. Hyde"), de Robert Louis Stevenson. O livro focava um tema tão importante e actual que lhe foi praticamente arrancado das mãos. O seu editor explica que tomou a decisão de o publicar tão cedo como possível, mesmo sem dar ao autor a possibilidade de fazer correcções no capítulo VII, como ele desejava.

### Regresso à Alemanha
Em 1954 regressou à Alemanha. Em 1961, tornou-se colunista do jornal Die Welt. Mais tarde, escreveria para a revista Stern.
1. ↑  It Can Happen Here